# كفر أبو طبل
قرية كفر ابوطبل هي إحدى القرى التابعة لمركز كفر الشيخ في محافظة كفر الشيخ في جمهورية مصر العربية. حسب إحصاءات سنة 2006، بلغ إجمالي السكان في كفر ابوطبل 8379 نسمة، منهم 4208 رجل و4171 امرأة.